# Rimjongszu Sportegyesület
A Rimjongszu Sportegyesület (hangul: 리명수체육단, handzsa: 鯉明水體育團, RR: Rimyongsu Sports Club) egy szarivoni székhelyű észak-koreai sportcsapat.

## Jelenlegi összeállítás
2014. május 6-i adat.
| #  |     | Poszt | Név                               |
| -- | --- | ----- | --------------------------------- |
| 1  | PRK | K     | Csu Gvangmin (Ju Kwang-min)       |
| 2  | PRK | CS    | Csang Gvanghjok (Jang Kwang Hyok) |
| 3  | PRK | CS    | Csang Szonghjok (Jang Song Hyok)  |
| 5  | PRK | CS    | Ri Mjonhak (Ri Myon Hak)          |
| 6  | PRK | CS    | Kim Csholmjong (Kim Chol Myong)   |
| 7  | PRK | CS    | Kim Gjongil (Kim Kyong-Il)        |
| 8  | PRK | CS    | Ri Hjok (Ri Hyok)                 |
| 9  | PRK | CS    | Pak Szongcshol (Pak Song-Chol)    |
| 10 | PRK | CS    | Ri Hjokcshol (Ri Hyok Chol)       |
| 11 | PRK | CS    | Pak Csholmin (Pak Chol-Min)       |
| 12 | PRK | CS    | Ri Dzsinhjok (Ri Jin Hyok)        |
| 15 | PRK | CS    | Jang Dzsunhjok (Yang Jun Hyok)    |

| #  |     | Poszt | Név                            |
| -- | --- | ----- | ------------------------------ |
| 16 | PRK | CS    | Pak Csholdzsun (Pak Chol Jun)  |
| 17 | PRK | CS    | Ro Hakszu (Ro Hak Su)          |
| 18 | PRK | CS    | Kim Gumcshol (Kim Kum Chol)    |
| 19 | PRK | CS    | Kim Cshol (Kim Chol)           |
| 20 | PRK | CS    | Szong Gumil (Song Kum Il)      |
| 21 | PRK | K     | Ri Csholdzsin (Ri Chol Jin)    |
| 22 | PRK | CS    | Ri Gvanghjok (Ri Kwang Hyok)   |
| 25 | PRK | CS    | Kang Vonmjong (Kang Won Myong) |
| 26 | PRK | CS    | Szong Gumszong (Song Kum Song) |
| 27 | PRK | CS    | Kang Gukcshol (Kang Kuk Chol)  |
| 30 | PRK | CS    | Csong Ilgvan (Jong Il-Gwan)    |